# Otto Christian von Hirschfeld
Otto Christian von Hirschfeld (* 17. August 1909 in Paderborn; † 27. April 1945 in Pillau) war ein deutscher Jurist und Landrat.

## Leben und Wirken
Nach dem Besuch des Gymnasiums in Wesel und dem Studium der Rechts- und Staatswissenschaften an den Universitäten Kiel und Marburg wurde er 1933 und im darauffolgenden Jahr Regierungsreferendar. 1937 erfolgte seine Ernennung zum Regierungsassessor. Er trat zum 1. März 1932 der NSDAP bei (Mitgliedsnummer 980.174) und gehörte bereits seit 1931 der SA an, folgend als Sturmbann-Adjutant.
Nach der Besetzung der Grenzgebiete der Tschechoslowakei durch das Deutsche Reich und der Bildung des Reichsgaus Sudetenland wurde er am 7. Oktober 1938 kommissarisch im späteren Landkreis Bärn eingesetzt. Im April 1939 übernahm er endgültig die Funktion als Landrat, wurde aber bereits im November 1939 in den Wartestand versetzt. Im Dezember 1939 wurde Hirschfeld zur Wehrmacht einberufen.
1940 wurde er in Posen beim Sondergericht wegen Mordes an 56 polnischen Häftlingen (polnische Staatsbürgern) angeklagt, zu 15 Jahren Zuchthaus verurteilt und seines Amtes enthoben. Unter den Opfern befand sich u. a. auch der deutsche Oberleutnant a. D. Hans von Gierke auf Polanowitz. Dessen zweite Ehefrau und Witwe Maria (von) Goszczynska bemühte sich um Aufklärung und wurde als politische Renegatin betrachtet.
1941 erfolgte alsbald seine Begnadigung, woraufhin er in der Wirtschaft im thüringischen Schwarza arbeitete. Er gehörte zeitweise zum Mitarbeiterstab des NS-Multifunktionärs Walther Schieber und veröffentlichte auch Fachartikel.

## Familie
Er war der Sohn des Offiziers Otto von Hirschfeld und der Anna Luyken.  1935 heiratete er in Lippinghausen bei Herford die spätere Juristin Anneliese Meyer zu Hartum, Tochter des Landwirts Gustav Meyer zu Hartem und der Luise Meyer-Lippinghausen. Otto Christian und Annaliese hatten eine Tochter und einen Sohn. Witwe und Kinder lebten in den 1950er Jahren in Herford.

## Weitere Literatur
- Martin Broszat: Nationalsozialistische Polenpolitik 1939–1945, In: Schriftenreihe der Vierteljahrshefte für Zeitgeschichte; 2, 1. Auflage, Stuttgart 1961, S. 44. („Blutnacht von Hohensalza“); 2. (Online)-Auflage (PDF), De Gruyter Oldenbourg, Berlin/Boston 1961, ISBN 3-486-70382-X.
- Werner Röhr, Elke Heckert, Karin Rauhut: Die faschistische Okkupationspolitik in Polen (1939–1945), In: Nacht über Europa; Band 2, Teil der Anne-Frank-Shoah-Bibliothek, Pahl-Rugenstein, Köln 1989, S. 180, ISBN 3-7609-1260-5.